# Васил Мавриков (фабрика)
 Вижте пояснителната страница за други значения на Васил Мавриков.
Държвното индустриално предприятие „Васил Мавриков“ във Велико Търново е бивша фабрика – отначало шивашка, после памукотекстилна.

## История
Предприятието е основано през 1898 година като малка шивашка фабрика. Национализирана е през 1947 г.
През 80-те години на XX век производството е разпределено в 5 цеха - 3 цеха във Велико Търново (предачен, тъкачен и пресуквачен), пресуквачен цех в село Страхилово и цех „Рекорд“ в Горна Оряховица.
В предприятието са работили 1800 души, на 3 смени. Във фабриката в продължение на 4 години са работили 50 кубински работнички (живели в квартал „Асенов“) през 1980-те години на XX век.
ДИП „В. Мавриков“ разполага с културен дом, чийто директор е Петър Пацев от 1976 до 1988 г.
Директори на предприятието са Иван Трифонов Милков до 30 юни 1985 г. и инж. Деянка Тодорова Тодорова от 1 юли 1985 г. Последният директор на предприятието е Маргарита Деведжиева. Обявено е в несъстоятелност през 1998 година.